# Анастазовский
Анастазовский (укр. Анастазівський) — упразднённый хутор Городницкой волости Новоград-Волынского уезда Волынской губернии.

## Население
В 1906 году численность населения составляла 15 жителей, дворов — 3.

## История
В 1906 году — хутор Городницкой волости (2-го стана) Новоград-Волынского уезда Волынской губернии. Расстояние до уездного центра, г. Новограда-Волынского, составляло 32 версты, до волостной управы в местечке Городница — 6 вёрст. Почтовое отделение — Городница.
В 1911 году также находился в составе Городницкой волости Новоград-Волынского уезда. По состоянию 1923 год не состоял на учёте населённых пунктов.